# Idiocera sarobiensis
Idiocera sarobiensis là một loài ruồi trong họ Limoniidae. Chúng phân bố ở miền Cổ bắc.